# ميناء السفانية
السفانية هي ميناء بحري يقع في الجزء الشمالي الشرقي للمملكة العربية السعودية على مسافة 60 كيلومترًا من الحدود الجنوبية لدولة الكويت وتعتبر أكبر حقل نفطي بحري في العالم، وقد أقيمت منطقة حديثة على بعد 10 كيلومترات غربي الميناء حديثا للمواطنين في تلك المنطقة.

## نبذة
تشغل شركة أرامكو السعودية حوالي 80 في المائة من شواطئ السفانية والجزء الآخر تشترك فيه مع شركة أعمال الخليج المشتركة (أرامكو السعودية وشركة النفط الكويتية)، وتوجد بعض مناطق الإسكان الخاصة بالشركات المرتبطة مع ارامكو في أعمال التنقيب وتشغيل المعامل. وتعتبر السفانية من أخصب الأماكن في الشرق الأوسط لمزارع الروبيان، لكنها تكون تحت ملكيات خاصة فيمنع صيد الروبيان والأسماك الا لمن كان لديه تصريح يخوله بعمل ذلك.